# Ministère des Finances (Tunisie)
Le ministère des Finances (arabe : وزارة المالية), est un ministère tunisien qui a pour mission essentielle l’élaboration et la mise en œuvre de la politique de l'État en matière financière, monétaire et fiscale.
Son siège se trouve dans le quartier de la kasbah de Tunis, en face de la Présidence du gouvernement. Il s'agit de l'un des cinq ministères régaliens, avec la Justice, la Défense nationale, l'Intérieur et les Affaires étrangères.

## Historique

### Création
La direction des finances, ancêtre du ministère des Finances, est créée par le décret beylical du 4 novembre 1882 qui regroupe toutes les affaires concernant les finances de la régence qui n'entrent pas dans les attributions de la commission financière internationale. On est dans les tout débuts du protectorat français de Tunisie. Depuis 1869, la gestion des finances de la régence de Tunis a été abandonnée à une commission internationale où siègent Tunisiens, Français, Italiens et Anglais et dont la principale tâche est de rembourser aux créanciers européens l'énorme dette du pays. C'est d'ailleurs son vice-président, Pierre-Marie Depienne, qui est le premier directeur de la nouvelle administration.
Pour avoir les mains libres dans la gestion du pays, en avril 1884, le résident général de France, Paul Cambon, obtient de la Chambre des députés française que la France se porte garante de la dette tunisienne. La commission financière internationale, qui n'a donc plus de justification, est dissoute le 13 octobre 1884.

### Direction générale des finances pendant le protectorat

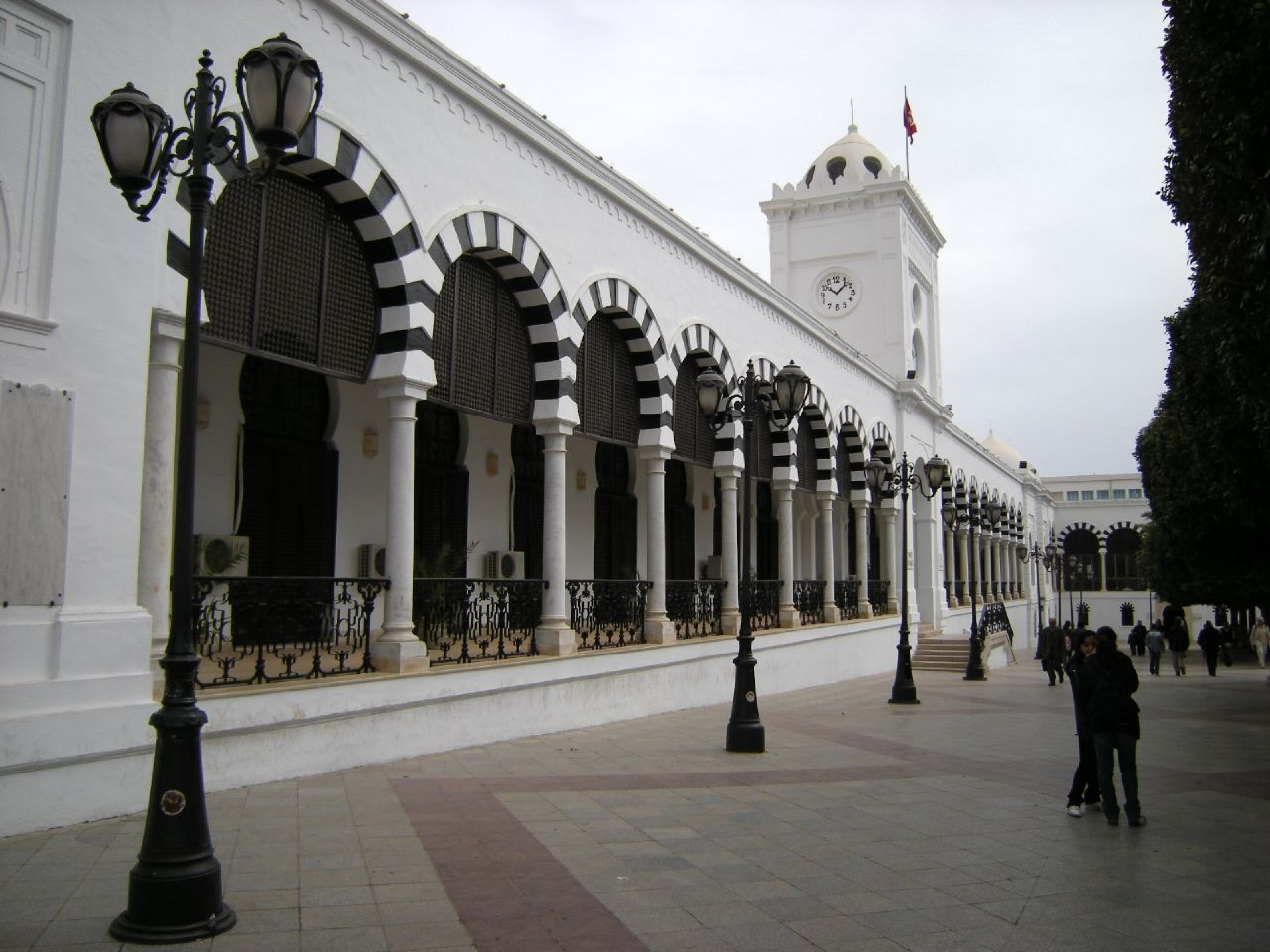
Siège du ministère.

La direction générale des finances est l'un des quatre ministères, avec les Travaux publics, l'Enseignement et les Postes et Télécommunications, qui restent aux mains des Français jusqu'à la promulgation de l'autonomie interne en 1955. Les titulaires du poste sont nommés par le résident général de France. Ce sont de hauts fonctionnaires, souvent des inspecteurs des finances, désignés en fonction de leurs compétences et non d'une appartenance à un parti quelconque. Ils siègent au Conseil des ministres aux côtés des ministres tunisiens.
- Pierre-Marie Depienne (1884-1891)[7]
- Paul Ducroquet (1891-1902)[8]
- Gaston Dubourdieu (1902-1921)[8]
- Hubert Crancier (1921-1930)
- Paul Dubois-Taine (1930-1934)[9]
- Roger Hoppenot (1934-1937)[10],[11]
- Louis Cartry (1937-1945)[12]
- Henri Culmann (1945-1947)[13],[14]
- Jean Gaston Fraissé[15] (1947-1955)

### Ministère des Finances
Le décret n°75-316 du 30 mai 1975 fixe les attributions du ministère des Finances qui a pour mission essentielle l'élaboration et la mise en œuvre de la politique de l'État en matière financière, monétaire et fiscale.

## Missions et attributions
- Élaborer les projets des lois financières et veiller à l'exécution du budget de l'État, des budgets annexes, des budgets des établissements publics à caractère administratif, ainsi que des fonds spéciaux du trésor ; il est consulté sur toutes les questions ayant une incidence budgétaire et notamment celles afférentes aux rémunérations publiques
- Préparer les projets de textes à caractère fiscal et douanier et assurer l'exécution de la législation
- Préparer les projets de textes relatifs à la comptabilité de l'État et des collectivités locales et prendre les mesures destinées à leur application
- Assurer la surveillance des comptables publics dans l'exercice des attributions qui leur sont dévolues ; il exerce, conjointement avec le ministère de l'Intérieur, la tutelle financière des collectivités locales et donne son avis sur toutes affaires communales ou régionales ayant une incidence budgétaire.
- Assurer la gestion du trésor public :
  - Suivre les ressources et les besoins du trésor et déterminer l'équilibre
  - Effectuer les missions et placements des emprunts
  - Administrer la dette publique à court, moyen et long terme

## Organisation

### Structures
Les structures du ministère sont les suivantes :
- Cellule de la conjoncture économique, des études et du suivi des réformes financières
- Cellule des marchés publics
- Comité général de l'administration du budget de l'État
- Comité général des assurances
- Contrôle général des finances
- Direction de gestion des documents et des archives
- Direction générale des impôts
- Direction générale des Douanes
- Direction générale de suivi de l'exécution des dépenses sur les crédits extérieurs affectés
- Direction générale de partenariat public-privé
- Direction générale des affaires financières, des équipements et du matériel
- Direction générale de gestion des ressources humaines
- Direction générale de la comptabilité publique et du recouvrement
- Direction générale des études et de la législation fiscales
- Direction générale des participations
- Direction générale du financement
- Direction générale des ressources et des équilibres
- Direction générale de la gstion de la dette publique et de la coopération financière
- Direction générale d'audit et de suivi des grands projets
- Direction générale des avantages fiscaux et financiers
- Direction générale de la synthèse et de l'analyse des dépenses et de la rémunération publique
- Direction générale des ressources et des équilibres
- Gestion du budget par objectifs

### Établissements sous tutelle
- Agence tunisienne de solidarité
- Banque de financement des petites et moyennes entreprises
- BH Bank
- Banque nationale agricole
- Banque tunisienne de solidarité
- Centre informatique du ministère
- Compagnie tunisienne pour l'assurance du commerce extérieur
- École nationale des finances
- Office des logements du ministère
- Manufacture des tabacs de Kairouan
- Régie nationale des alcools
- Régie nationale des tabacs et des allumettes
- Société « El Bouniane »
- Société « Tunisie Trade Net »
- Société tunisienne d'assurances et de réassurances
- Société tunisienne de banque
- Société tunisienne de garantie

### Ministre
Le ministre des Finances est nommé par le chef du gouvernement. Il dirige le ministère et participe au Conseil des ministres ainsi qu'au Conseil de sécurité nationale.

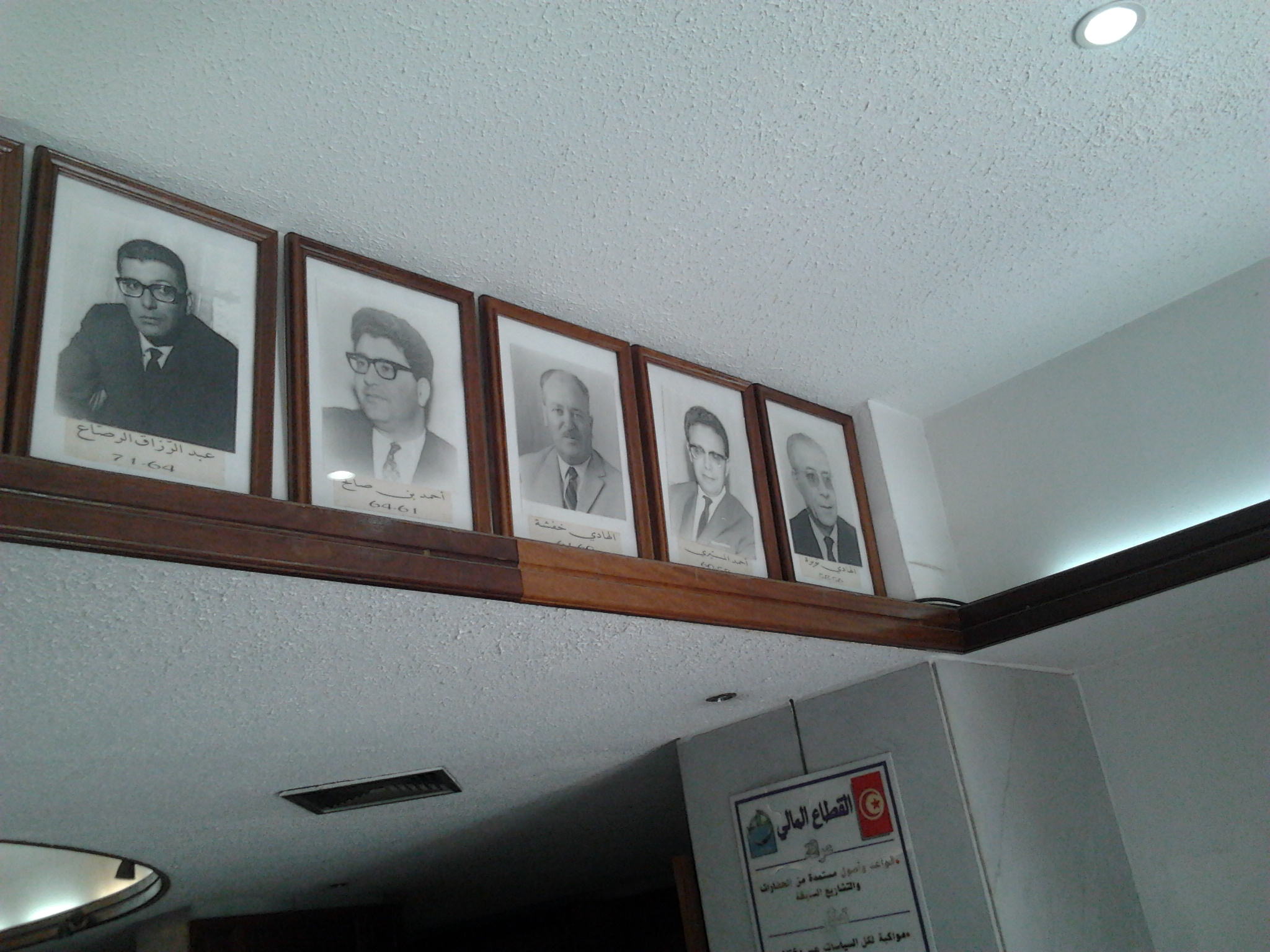
Portraits de ministres au musée des Finances.
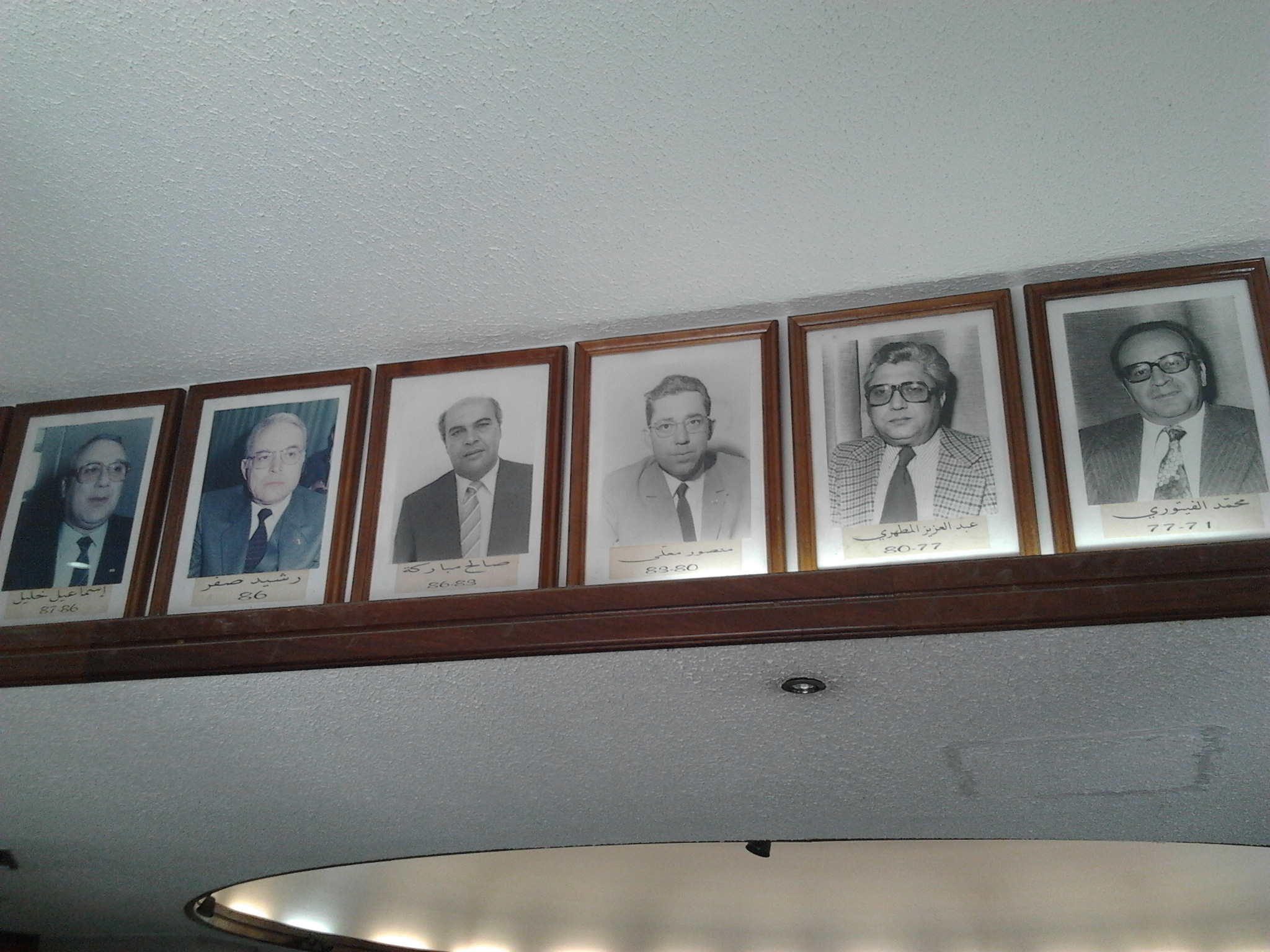
Portraits de ministres au musée des Finances.
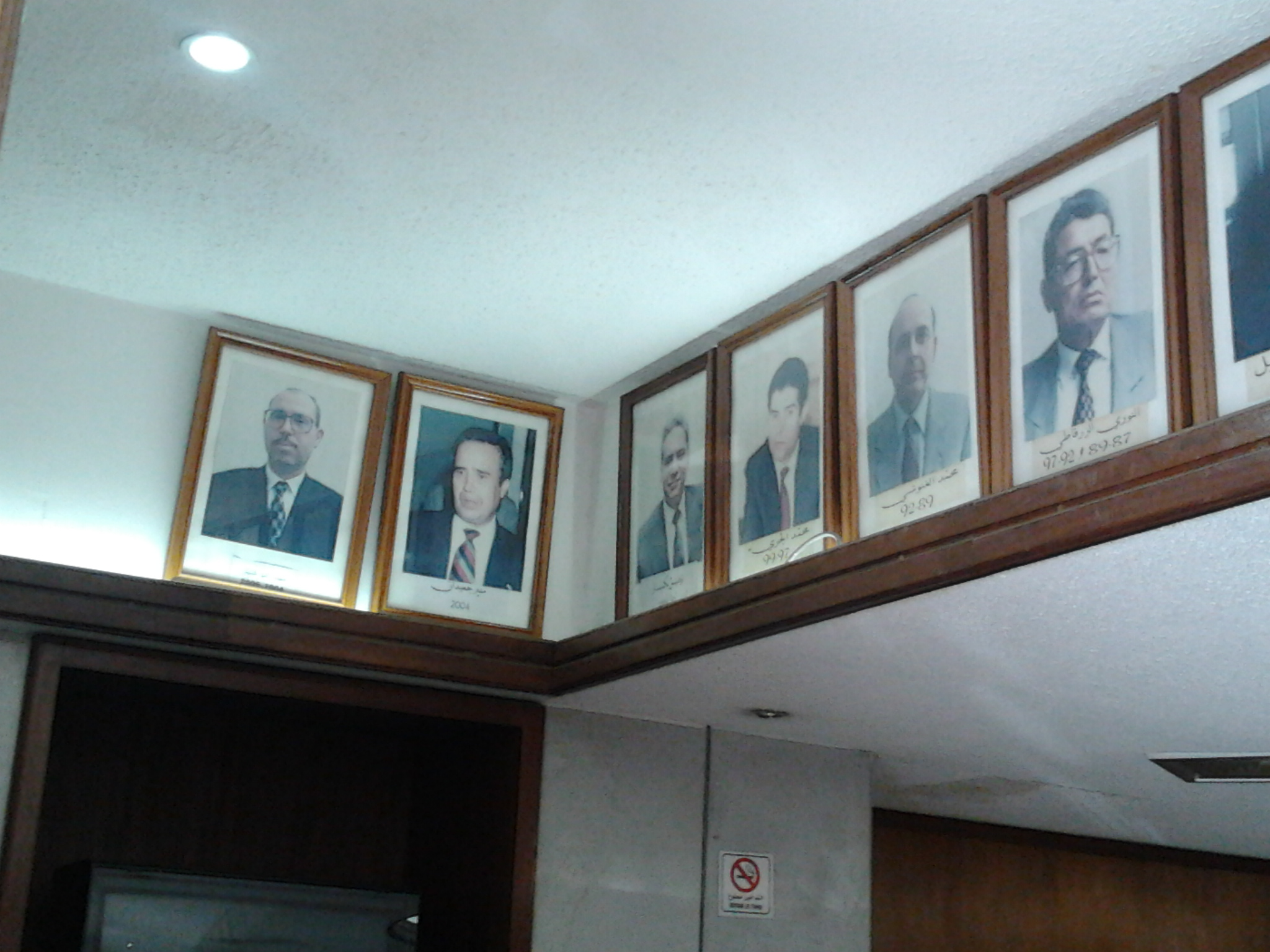
Portraits de ministres au musée des Finances.

| Image | Nom                                                        | Parti           |  | Gouvernement                                                       | Début du mandat   | Fin du mandat     |
| ----- | ---------------------------------------------------------- | --------------- |  | ------------------------------------------------------------------ | ----------------- | ----------------- |
|       | Hédi Nouira                                                | Néo-Destour     |  | Gouvernement Bourguiba I Gouvernement Bourguiba II                 | 15 avril 1956     | 30 septembre 1958 |
|       | Bahi Ladgham                                               | Néo-Destour     |  | Gouvernement Bourguiba II                                          | 30 septembre 1958 | 30 décembre 1958  |
|       | Ahmed Mestiri                                              | Néo-Destour     |  | Gouvernement Bourguiba II                                          | 30 décembre 1958  | 2 août 1960       |
|       | Bahi Ladgham                                               | Néo-Destour     |  | Gouvernement Bourguiba II                                          | 2 août 1960       | 4 octobre 1960    |
|       | Hédi Khefacha                                              | Néo-Destour     |  | Gouvernement Bourguiba II                                          | 4 octobre 1960    | 30 janvier 1961   |
|       | Ahmed Ben Salah                                            | Néo-Destour PSD |  | Gouvernement Bourguiba II                                          | 30 janvier 1961   | 8 septembre 1969  |
|       | Abderrazak Rassaa                                          | PSD             |  | Gouvernement Bourguiba II Gouvernement Ladgham Gouvernement Nouira | 8 septembre 1969  | 29 octobre 1971   |
|       | Mohamed Fitouri                                            | PSD             |  | Gouvernement Nouira                                                | 29 octobre 1971   | 26 décembre 1977  |
|       | Abdelaziz Mathari                                          | PSD             |  | Gouvernement Nouira                                                | 26 décembre 1977  | 25 avril 1980     |
|       | Mansour Moalla                                             | PSD             |  | Gouvernement Mohamed Mzali                                         | 25 avril 1980     | 18 juin 1983      |
|       | Salah Ben M'Barka                                          | PSD             |  | Gouvernement Mohamed Mzali                                         | 18 juin 1983      | 28 avril 1986     |
|       | Rachid Sfar                                                | PSD             |  | Gouvernement Mohamed Mzali                                         | 28 avril 1986     | 8 juillet 1986    |
|       | Ismaïl Khelil                                              | PSD             |  | Gouvernement Sfar Gouvernement Ben Ali                             | 8 juillet 1986    | 27 octobre 1987   |
|       | Nouri Zorgati                                              | PSD RCD         |  | Gouvernement Hédi Baccouche I Gouvernement Hédi Baccouche II       | 27 octobre 1987   | 11 avril 1989     |
|       | Mohamed Ghannouchi                                         | RCD             |  | Gouvernement Hédi Baccouche III Gouvernement Karoui                | 11 avril 1989     | 9 juin 1992       |
|       | Nouri Zorgati                                              | RCD             |  | Gouvernement Karoui                                                | 9 juin 1992       | 22 janvier 1997   |
|       | Mohamed Jeri                                               | RCD             |  | Gouvernement Karoui                                                | 22 janvier 1997   | 22 avril 1999     |
|       | Taoufik Baccar                                             | RCD             |  | Gouvernement Karoui Gouvernement Ghannouchi I                      | 22 avril 1999     | 14 janvier 2004   |
|       | Mounir Jaïdane                                             | RCD             |  | Gouvernement Ghannouchi I                                          | 14 janvier 2004   | 24 mars 2004      |
|       | Mohamed Rachid Kechiche                                    | RCD             |  | Gouvernement Ghannouchi I                                          | 24 mars 2004      | 15 janvier 2010   |
|       | Ridha Chalghoum                                            | RCD             |  | Gouvernement Ghannouchi I Gouvernement Ghannouchi II               | 15 janvier 2010   | 27 janvier 2011   |
|       | Jalloul Ayed                                               | Indépendant     |  | Gouvernement Ghannouchi II Gouvernement Caïd Essebsi               | 27 janvier 2011   | 24 décembre 2011  |
|       | Houssine Dimassi                                           | Indépendant     |  | Gouvernement Jebali                                                | 24 décembre 2011  | 27 juillet 2012   |
|       | Slim Besbes (intérim)                                      | Indépendant     |  | Gouvernement Jebali                                                | 27 juillet 2012   | 19 décembre 2012  |
|       | Elyes Fakhfakh                                             | Ettakatol       |  | Gouvernement Jebali Gouvernement Larayedh                          | 19 décembre 2012  | 29 janvier 2014   |
|       | Hakim Ben Hammouda                                         | Indépendant     |  | Gouvernement Jomaa                                                 | 29 janvier 2014   | 6 février 2015    |
|       | Slim Chaker                                                | Nidaa Tounes    |  | Gouvernement Essid                                                 | 6 février 2015    | 27 août 2016      |
|       | Lamia Zribi                                                | Indépendante    |  | Gouvernement Chahed                                                | 27 août 2016      | 30 avril 2017     |
|       | Fadhel Abdelkefi (intérim)                                 | Indépendant     |  | Gouvernement Chahed                                                | 30 avril 2017     | 6 septembre 2017  |
|       | Ridha Chalghoum                                            | Nidaa Tounes    |  | Gouvernement Chahed                                                | 6 septembre 2017  | 27 février 2020   |
|       | Nizar Yaïche                                               | Indépendant     |  | Gouvernement Fakhfakh                                              | 27 février 2020   | 2 septembre 2020  |
|       | Ali Kooli (Économie, Finances et Appui à l'investissement) | Indépendant     |  | Gouvernement Mechichi                                              | 2 septembre 2020  | 2 août 2021       |
|       | Sihem Boughdiri                                            | Indépendante    |  | Gouvernement Bouden/Hachani/Madouri                                | 2 août 2021       | 5 février 2025    |
|       | Mechket Slama                                              | Indépendante    |  | Gouvernement Madouri/Zaafrani                                      | 5 février 2025    | en cours          |

### Secrétaires d'État
- 2015-2016 : Boutheina Ben Yaghlane
- 2020 : Abdessalem Abassi[18]
- 2020-2021 : Khalil Chtourou (secrétaire d'État chargé des Finances publiques et de la Fiscalité)

## Localisation
Le siège du ministère se situe dans un édifice agrandi à partir de 1904 par l'architecte français Raphaël Guy. Il se situe à l'angle de la place de la Kasbah et du boulevard Bab Bnet. Sa façade principale constitue l'un des fleurons du style arabisant en Tunisie et serait antérieure à l'installation du protectorat français de Tunisie. Elle se distingue notamment par la présence d'une tour d'horloge et de cadrans astronomiques et lunaires. Deux galeries symétriques ponctuées d'arcades à colonnes composites se déploient de part et d'autre de la tour.
Le 26 décembre 2022, un arrêté fait du siège un monument classé.

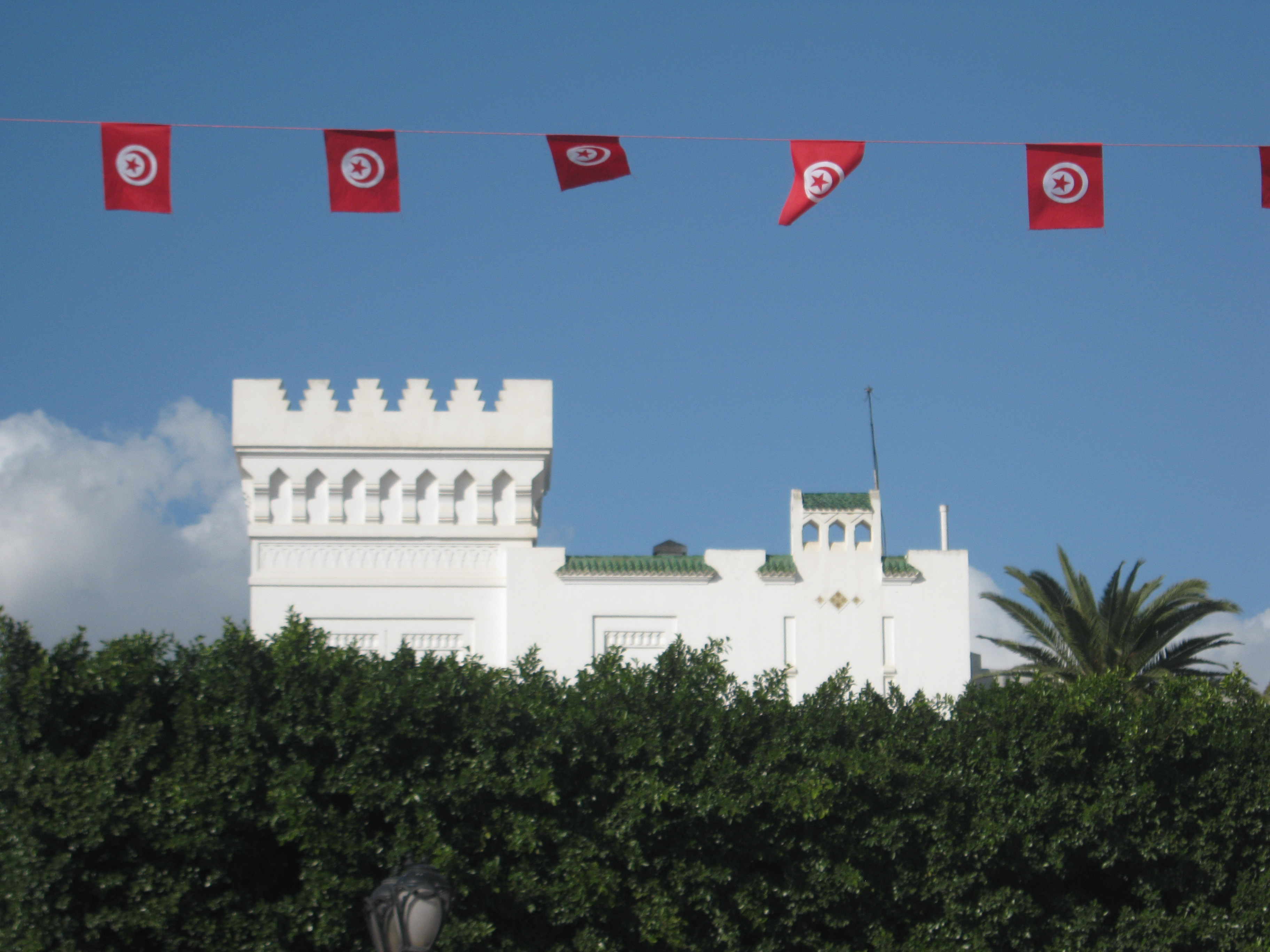
Toit du ministère.
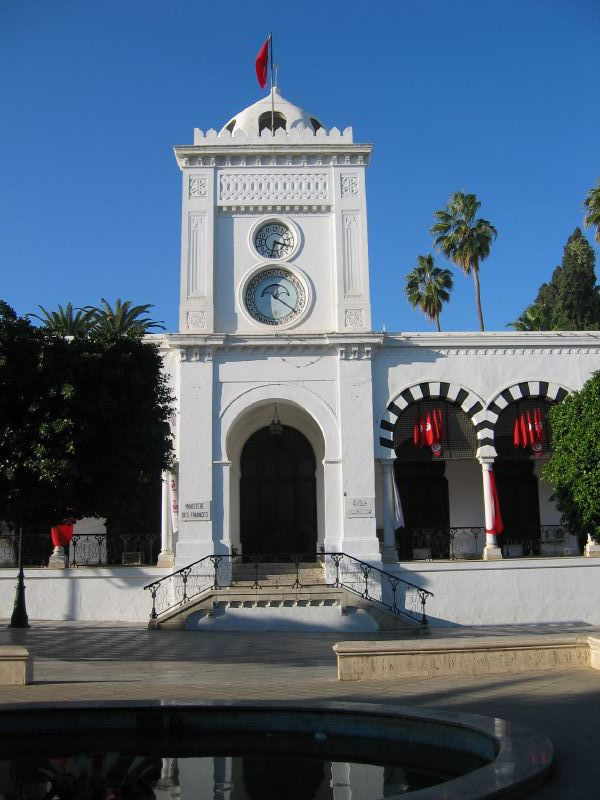
Horloge du ministère.
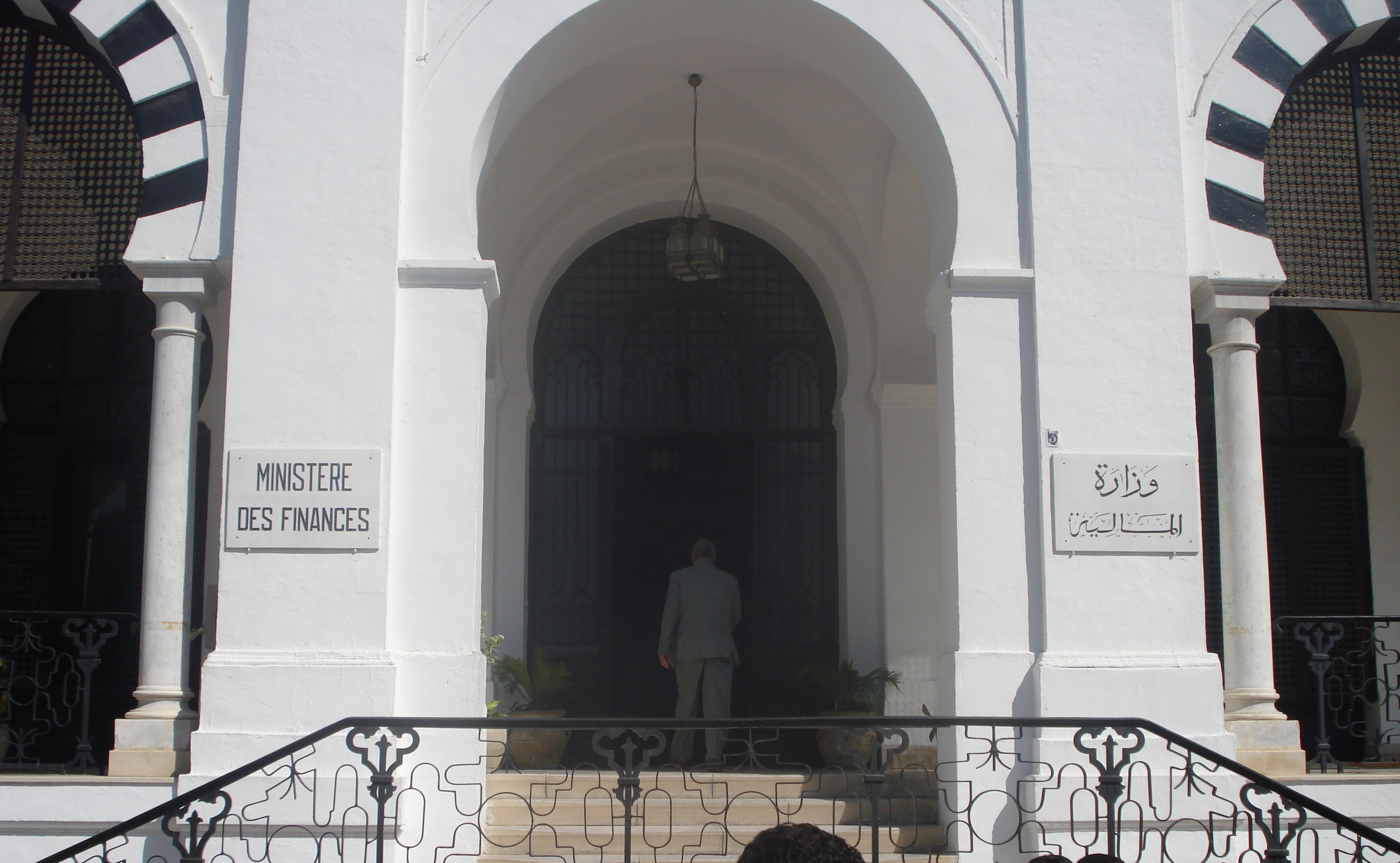
Entrée du ministère.